# Raffinazione (metallurgia)
La raffinazione, in metallurgia, è un processo di purificazione dei metalli.  Va distinta da altri processi come la fusione e la calcinazione per il fatto che questi ultimi due comportano una modifica chimica della materia prima, mentre nella raffinazione il materiale finale è generalmente identico chimicamente a quello originale, ma è soltanto più puro. I processi utilizzati sono di molti tipi, tra cui la pirometallurgia e l'idrometallurgia.

## Piombo

### Coppellazione
La coppellazione è un antico processo per separare l'argento dal piombo. Il piombo viene inserito in un forno dentro una coppa realizzata con cenere ottenuta dalla combustione di ossa di animali, mentre viene soffiata aria sulla superficie del metallo fuso. Questa ossida il metallo di piombo creando il litargirio il quale si separa lasciando a parte l'argento. Nei tempi antichi, il litargirio veniva scartato, ma più spesso ri-fuso per ottenere piombo. Sono stati trovati lingotti di piombo di epoca romana con l'indicazione EX ARG (argentum è il termine latino per indicare l'argento). Questo probabilmente indicava che il piombo era già stato separato dall'argento. Questo processo era economicamente conveniente se nel piombo erano contenute almeno 8 once di argento per tonnellata di piombo (178 ppm).
Nel XVIII secolo il processo veniva realizzato per mezzo di un forno a riverbero, ma diverso dal solito tipo, in cui l'aria veniva soffiata sulla superficie del piombo fuso mediante un soffietto o (nel XIX secolo) da alcuni cilindri di soffiaggio.

### Processo Pattinson
Il processo Pattinson, brevettato dal suo inventore, Hugh Lee Pattinson, dipendeva dalle proprietà del materiale ben note; piombo e argento fondono a temperature diverse. L'impianto era costituito da una fila di circa 8-9 vasi di ferro, riscaldati dal basso. Il piombo argentifero veniva inserito nel vaso centrale e fuso. Il materiale veniva poi lasciato raffreddare e dopo che il piombo solidificava, veniva scremato e spostato nel vaso successivo, mentre il metallo rimanente veniva trasferito nel vaso successivo in direzione opposta. Il processo veniva ripetuto nei vasi adiacenti portando il piombo ad accumularsi nel vaso posto ad una delle estremità e l'argento all'altra. Il processo era economicamente valido per contenuti di argento pari ad almeno 250 grammi per tonnellata.

### Processo Parkes
Il processo Parker, brevettato nel 1850, usava zinco come elemento catalizzatore. L'argento-zinco galleggiava sul piombo e poteva così essere scremato. L'argento veniva quindi recuperato per volatilizzazione dello zinco.

## Rame

### Raffinazione a caldo
Il prodotto iniziale della fusione del rame è un impuro rame nero, che va poi ripetutamente fuso per purificarlo, utilizzando alternativamente una ossidazione e una riduzione. In una delle fasi di fusione, viene aggiunto il piombo. Piccole quantità di oro e argento, disciolti in esso, possono così essere recuperate. Per produrre il rame puro, adatto ad essere trasformato in lastre, necessitano ulteriori processi di fusione, usando carbone come combustibile. L'applicazione ripetuta di tali processi di raffinazione consente di ottenere rame con un grado di purezza del 99,25%.

### Raffinazione elettrolitica
Il rame più puro viene ottenuto mediante un processo di elettrolisi, effettuato utilizzando una lastra di rame impuro come anodo e un sottile foglio di rame puro come catodo. L'elettrolita è una soluzione acida di solfato di rame. Con il passaggio dell'elettricità attraverso la cella, il rame dell'anodo si scioglie e va a depositarsi sul catodo. Le impurità possono rimanere in soluzione o raccogliersi, sotto forma di fanghi insolubili. Questo processo è divenuto possibile solo dopo l'invenzione della dinamo; venne utilizzato per la prima volta nel Sud Galles nel 1869.

## Ferro

### Ferro lavorato
Il prodotto dell'altoforno è la ghisa, che contiene il 4-5% di carbonio e di solito un po' di silicio. Per produrre un prodotto forgiabile è necessario un ulteriore processo, di solito descritto come affinamento, piuttosto che raffinazione. Dal XVI secolo, questo è stato realizzato in un forno. Alla fine del XVIII secolo, questo cominciò ad essere sostituito da forni da puddellaggio, che, a loro volta, sono stati sostituiti gradualmente dai convertitori Bessemer.

### Ferro raffinato
Il termine raffinazione viene utilizzato in un contesto più ristretto. Il processo di puddellaggio di Henry Cort funzionava solo quando la materia prima era costituita da ghisa bianca, piuttosto che grigia, che era solitamente quella destinata ai forni di affinaggio. Per utilizzare la ghisa grigia era necessario un processo preliminare di raffinazione che consentisse la rimozione del silicio. La ghisa veniva inviata in un forno a rulli per poi andare a finire in un trogolo. In questo processo il silicio si ossidava formando una scoria, che galleggiava sul ferro e veniva rimossa abbassando una diga alla fine del trogolo. Il prodotto di questo processo era un metallo bianco, noto come metallo fine e ferro raffinato.

## Metalli preziosi
La raffinazione dei metalli preziosi è la separazione di questi ultimi da materiali metalliferi nobili. Esempi di questi materiali sono i catalizzatori, elettronici, l'oro o leghe metalliche.

### Processo
Per isolare i metalli preziosi vengono utilizzati due processi detti, pirolisi e idrolisi. Nella pirolisi, i prodotti nobili metalliferi vengono separati dagli altri materiali solidificando in una fusione per poi essere ridotti a cenere e poi polverizzati e ossidati. Nell'idrolisi, i prodotti nobili metalliferi vengono sciolti sia in acqua regia (composto di acido cloridrico e acido nitrico) o in acido cloridrico e gas di cloro in soluzione. Successivamente, alcuni metalli possono essere fatti precipitare o essere ridotti direttamente con un sale, gas, e/o Nitro idrato. In seguito, passano attraverso fasi di pulizia o vengono ricristallizzati. I metalli preziosi sono separati dal sale di metallo tramite calcinazione. I materiali nobili metalliferi vengono prima idrolizzati poi preparati termicamente (pirolisi) in seguito. I processi vengono aiutati dall'uso di catalizzatori che possono talvolta contenere metalli preziosi. Quando si utilizzano catalizzatori, il prodotto di riciclaggio viene rimosso in ogni caso e riutilizzato diverse volte nel corso del ciclo.